# Era Vulgaris (album)
Era Vulgaris je čtvrté studiové album skupiny Queens of the Stone Age vydané roku 2007. Obsahuje 11 skladeb, ale na speciálních edicích, lze nalézt další skladby. Hostoval zde například Trent Reznor z Nine Inch Nails.

## Seznam skladeb
1. "Turnin' on the Screw" – 5:20
2. "Sick, Sick, Sick" – 3:34
3. "I'm Designer" – 4:04
4. "Into the Hollow" – 3:42
5. "Misfit Love" – 5:39
6. "Battery Acid" – 4:06
7. "Make It wit Chu" – 4:50
8. "3's & 7's" – 3:34
9. "Suture Up Your Future" – 4:37
10. "River in the Road" – 3:19
11. "Run, Pig, Run" – 4:40